# Mathias Maw
Mathias von Maw (* 9. November 1642 in Aachen; † 1709 in ebenda) war ein deutscher Kommunalpolitiker und mehrfacher Bürgermeister der Reichsstadt Aachen.

## Leben und Wirken
Der Sohn des vormaligen Aachener Bürgermeisters Gerlach Maw und der Anna Fiebus († 1676) wurde durch seinen Vater darauf vorbereitet, ihm in der Kommunalpolitik der Stadt Aachen nachzufolgen. Zunächst wurde Mathias Maw zum Kapitän der „Marschiertorgrafschaft“ (damaliger Stadtbezirk um das Marschiertor) ernannt und erhielt von 1678 bis 1681 das Amt des Meiers von Burtscheid, das bereits sein Vater zwanzig Jahre lang ausgeübt hatte. Im Jahr 1684 wurde Maw als Gesandter der Stadt zu einer Versammlung am Wieder Kaiserhof delegiert. In diesem Zeitraum muss er den Adelstitel erhalten haben, da die Quellen ihn fortan als „von Maw“ bezeichnen. Zurück in Aachen trat er der Sakramentsbruderschaft von St. Foillan bei, deren Mitglieder sich aus dem Adels- und höheren Bürgerstand zusammensetzten und zu deren Greve er in den Jahren 1694, 1698 und 1706 gewählt wurde. 
Es war die Hochphase der Aachener Mäkelei, bei der es im Aachener Stadtrat zu Auswüchsen von Korruption und Posten-Absprachen gekommen war. Bereits Gerlach Maw war bestrebt gewesen, sich sowohl mit seinem Schwager Nikolaus Fiebus als Bürgermeister mehrfach abzuwechseln als auch seinen Sohn Matthias und seinen Neffen Balthasar Fiebus, den Jüngeren durch Absprachen als Nachfolger zu installieren. So kam es schließlich dazu, dass Mathias Maw in den Jahren 1696/97, 1698/99, 1700/01, 1702/03, 1704/05, 1706/07 und 1708/09 aus den Reihen der Zünfte zum Bürger-Bürgermeister gewählt wurde. Dabei regierte er in den Jahren 1700/01, 1702/34 und 1704/05 allein ohne Schöffenbürgermeister, da es in diesen Amtszeiten wegen eines Streits zwischen Schöffen und Rat zu keiner Kandidatennominierung seitens des Schöffenstuhls gekommen war. In den anderen Jahren stand er den Schöffenbürgermeistern Tilman Schroeder und Werner von Broich zur Seite.
Mathias Maw war unverheiratet und lebte in der väterlichen Villa auf dem „Mawengraben“, der zuvor Foggengraben/Fockengraben (Froschgraben) hieß und nach seiner Familie benannt worden war und später in Friedrich-Wilhelm-Platz umgetauft wurde. Darüber hinaus gehörten ihm mehrere Anteile am so genannten „Buitenhof“, einem zum Soerser Haus gehörenden Wirtschaftshof.